# Valvulopatia
Per valvulopatia si intende qualunque malattia che interessa le valvole cardiache: la valvola aortica e la mitrale nella parte sinistra, la polmonare e la tricuspide nella parte destra del cuore.

## Eziologia
La malattia reumatica è la causa più frequente di alterazioni dell'apparato valvolare . L'avvento dell'era antibiotica ha notevolmente ridotto l'incidenza della febbre reumatica e conseguentemente dei danni valvolari.

## Classificazione
Le cardiopatie valvolari sono essenzialmente caratterizzate da stenosi (ovvero restringimenti, in cui il flusso anterogrado è reso più difficoltoso dalle alterazioni anatomiche), insufficienze (ovvero modifiche dell'apparato valvolare che determinano un flusso di sangue retrogrado secondario alla mancata coaptazione dei lembi valvolari) e prolassi.
Si possono presentare alterazioni in più valvole contemporaneamente: tali associazioni sono in percentuale maggiore nell'aorta e nella mitrale.
Altre patologie che rientrano nelle valvulopatie sono le malformazioni congenite, tra queste la bicuspidia della valvola aortica, che può presentarsi in associazione a dilatazione dell'aorta ascendente.
- Stenosi mitralica
- Stenosi aortica
- Stenosi della tricuspide
- Stenosi polmonare
- Insufficienza mitralica
- Insufficienza aortica
- Insufficienza tricuspidale
- Insufficienza polmonare
- Sindrome da prolasso valvolare mitralico

## Terapia
Il trattamento raramente è medico, se non come supporto in corso di acuzie (come lo scompenso cardiaco in caso di insufficienza mitralica in corso di rottura di corde tendinee); generalmente la correzione è chirurgica.